# Бессарабовский сельский совет Харьковской области
Бессарабовский сельский совет — входит в состав Кегичевского района Харьковской области Украины.
Административный центр сельского совета находится в селе Бессарабовка.

## История
- 1991 — дата образования.

## Населённые пункты совета
- село Бессарабовка
- село Кохановка